# Épervier (comics)
Pour les articles homonymes, voir Épervier (homonymie).
John Proudstar, alias Épervier (« Thunderbird » en version originale) est un super-héros évoluant dans l’univers Marvel de la maison d'édition Marvel Comics. Créé par le scénariste Len Wein et le dessinateur Dave Cockrum, le personnage de fiction apparaît pour la première fois dans le comic book Giant-Size X-Men #1 en mai 1975.
Amérindien d’origine Apache et mutant humain qui possédait des capacités athlétiques surhumaines, John Proudstar a fait partie de la seconde équipe des X-Men avant de trouver la mort au cours d'une mission avec ses coéquipiers.
Depuis sa mort, le personnage a été temporairement ramené à la vie dans les récits de Necrosha (en) et de Chaos War (en).
Son frère cadet, James Proudstar, connu tout d'abord sous le nom de Thunderbird puis de Warpath, est également un mutant et X-Man aux capacités similaires.

## Biographie du personnage

### Origines
Quand le jeune Apache John Proudstar s'engage dans l'Armée américaine, voulant voyager à travers le monde, il intègre l'US Marine Corps et devient l'une de ses plus jeunes recrues pendant la guerre du Viêt Nam. Au cours d’un accident en hélicoptère pendant la guerre, provoqué par une tempête tropicale, il aperçoit au cœur de la tempête un oiseau de feu.
Après avoir passé deux années de service actif, il revient aux États-Unis dans sa famille, à la réserve apache de Camp Verde en Arizona. On pense que c'est à cette époque que ses pouvoirs mutants apparurent (ils apparaissent généralement à la puberté, mais Proudstar ne découvrit pas tout de suite sa force). Il apprend ensuite que sa mère a été irradiée dans sa jeunesse, pendant des essais nucléaires au Nevada.
Quelque temps plus tard, il se rend dans une fête foraine ambulante, avec son frère James (le futur Warpath) encore enfant. À cette occasion, il maîtrise à mains nues un tigre qui venait de s'échapper. Pendant ce temps, son frère James entre par hasard sous une tente et rencontre la mutante Destinée, déguisée en voyante, qui ne lui révèle pas l’image de la mort de son frère John qu’elle aperçoit alors dans une vision.

### Chez les X-Men
Quand le Professeur Xavier se rend à Camp Verde pour le recruter, il aperçoit John Proudstar en train de s'amuser à rattraper à la course un bison et à le renverser. Recruté par Xavier, Proudstar intègre alors avec d’autres jeunes mutants la nouvelle équipe des X-Men (la deuxième génération) dont la mission est de retrouver, avec Cyclope (survivant et chef de la première équipe), les X-Men originaux disparus sur l’île de Krakoa. Les deux explorent la côte ouest de l’île, qui se révèle être en réalité un mutant gigantesque. Blessé, John participe à la victoire contre la créature.
Ayant un caractère difficile, le fier Apache se fâche avec Cyclope quand ce dernier lui reproche son imprudence lors d'un entrainement en Salle des dangers à l'Institut Xavier, mais aussi quand il lui demande de ne pas participer à la deuxième mission afin de soigner une blessure qu'il avait contractée. Mais Proudstar reste quand même avec le groupe et son partenaire, le Hurleur (Sean Cassidy).
Plus tard, alors qu'il tente d'empêcher l'évasion du Comte Nefaria en sautant sur son avion, John Proudstar périt dans l’explosion du jet, malgré les ultimes avertissements de Xavier et du Hurleur qui volait dans les airs à ses côtés, les deux lui demandant de sauter de l'appareil saboté devenu une véritable bombe volante. À la suite de sa mort, le Professeur X, le Hurleur et Cyclope en furent très affectés. 
Épervier est un des rares super héros à ne pas avoir été ressuscité (si l'on excepte une brève réapparition sous forme de zombie, réapparition due à Eli Bard et Séléné). Après que X-Force et son jeune frère James Proudstar (Warpath) aient vaincu Séléné, John a été renvoyé au pays des morts. Le comte Nefaria, lui, réapparaitra deux ans plus tard contre les Vengeurs.

### Résurrection lors deChaos War
Pendant les événements de Chaos War (en), John Proudstar est l'un des nombreux héros revenus des Enfers après que les frontières entre l'au-delà et la Terre s'amincirent. Avec ses compagnons X-Men ressuscités, le Hurleur, Moira MacTaggert (ou son golem Shi'ar), Esme et Sophie Cuckoo ainsi que trois hommes multiples, ils combattent les forces de Carrion Crow, un serviteur du Roi du Chaos.
Au cours de la bataille féroce qui en a résulte, John utilise le pouvoir du dieu de son peuple, l'oiseau-tonnerre, pour vaincre le corbeau charognard et réparer les lignes telluriques de la Terre, le laissant lui, ainsi que Sophie, les deux derniers debout. Il retourne ensuite dans la tombe, cette fois en voyant que sa vie a signifié enfin quelque chose et en pensant que, peut-être, lui et Sophie auront une autre chance de revivre un jour.

### Résurrection à Krakoa
À la suite de la création de la nation mutante sur l'île de Krakoa et du groupe de mutants « les Cinq », les mutants morts commencent à être ressuscités. Grâce à la Sorcière rouge, John Proudstar est finalement ressuscité et accueilli par ses anciens coéquipiers des X-Men, Tornade et Hurleur.
Toujours méfiant envers Charles Xavier et Magnéto, et ne se sentant pas à sa place sur une île où tout le monde se souvient de lui comme d'un martyr, John retourne en Arizona pour retrouver le seul membre de sa famille qui lui reste en plus de James, sa grand-mère Lozen.
De retour dans sa réserve, il trouve l'endroit désert, à l'exception de quelques gamins qui l'informent que la police locale est venue rassembler tous leurs mutants, les anciens Apaches qui protestaient ayant été arrêtés. Enfilant une nouvelle tenue, il prend d'assaut le poste de police local pour sauver les prisonniers, mais fait face à la résistance de l'Initiative dirigé par son vieil ennemi, Edwin Martynec.
Thunderbird commence à combattre l'Initiative, donnant à son peuple le temps de s'échapper. Après avoir mis Martynec en bouillie, il est prêt à le tuer, mais il est arrêté par l'arrivée surprise de sa grand-mère qui le convainc d'épargner sa vie, car tuer Martynec rameuterait plus de gens après lui.
Après avoir planté une passerelle vers Krakoa à l'extérieur de la maison de sa grand-mère afin que lui, sa grand-mère et son frère James puissent se réunir, il décide d'embrasser son double héritage en devenant un défenseur des mutants de Krakoa et des Apaches.

## Pouvoirs et capacités
John Proudstar est un mutant possédant des capacités physiques supérieures, notamment une force, une vitesse, une résistance et une endurance surhumaines faisant de lui un athlète exceptionnel, capable de courir jusqu’à des vitesses avoisinant les 50 km/h, et ce pendant plusieurs heures.
En complément de ses pouvoirs, John Proudstar a reçu une formation militaire intensive avec l'US Marine Corps, ce qui lui a donné la maîtrise les armes à feu et des armes blanches, ainsi que les différentes techniques de combat à mains nues.
Épervier mourra avant que l’entraînement reçu à l'Institut Xavier n’ait pu porter ses fruits et améliorer ses capacités physiques naturelles, comme ce fut pour le cas pour ses anciens coéquipiers X-Men.
- Les tissus musculaires d’Épervier sont environ trois fois plus denses que ceux d’un être humain normal, et répartis sur son corps de manière à lui donner des épaules, des bras et des cuisses particulièrement massives. Il est capable de soulever une masse d'environ deux tonnes. Son frère cadet, James Proudstar (Warpath), est entre 30 et 40 fois plus fort que lui, mais Épervier est mort avant d'avoir atteint le stade de la maturité de sa forme physique[1].
- Sa peau est aussi beaucoup plus dense qu'un être humain normal, celle-ci comprenant plusieurs couches supplémentaires d’épiderme[1].
- Ses poumons aussi sont plus volumineux que la moyenne ; son système respiratoire surdéveloppé lui permet ainsi d’exploiter au mieux l’air inspiré pour en extraire le plus d’oxygène possible, afin d'alimenter l’ensemble de son corps[1].

## Les autres Thunderbird
« Thunderbird » est le nom original d'Épervier. C'est aussi le nom d'autres personnages de l'univers Marvel :
- James Proudstar, le frère cadet de John, devient Thunderbird II. Il a eu plusieurs autres noms de code, comme Warpaint, Warpath (le plus célèbre) ou encore Proudstar. James a passé la plus grande partie de sa jeune carrière au sein de de l'équipe X-Force ;
- un Thunderbird III est créé dans la série X-Treme X-Men. C'est un Indien s'appelant Neal Shaara, qui n'a aucun lien avec les deux personnages précédents ;
- La série Exiles met en scène un autre John Proudstar, en provenance d'un univers parallèle. C'est également un super-héros qui porte le nom de Thunderbird. Il est abandonné par ses amis alors qu'il se trouve dans le coma.

## Apparition dans d'autres médias

### Télévision
Le personnage apparait en 2017 dans la série télévisée The Gifted, inicarné par l'acteur Blair Redford.